# 拉伊-亚历山德里夫卡 (顿涅茨克州)
48°48′32″N 37°51′24″E / 48.80889°N 37.85667°E
拉伊-亞歷山德里夫卡（羅馬化：Rai-Oleksandriva）是位於乌克兰東部的村莊，由顿涅茨克州克拉马托尔斯克区的尼古拉耶夫卡市鎮負責管轄。該村始建於1800年，海拔148米，2001年人口為1095人。